# Nieuwe Ebbingestraat
De Nieuwe Ebbingestraat (in de volksmond ook wel Nieuwe Eb genoemd) is een winkelstraat in de Nederlandse stad Groningen. De straat loopt vanaf de Diepenring in het verlengde van de Oude Ebbingestraat tot aan het Noorderplantsoen. De beide Ebbingestraten vormen de traditionele toegangsweg tot de stad voor reizigers vanuit het Hogeland van de provincie Groningen.
Gelegen net buiten de Groninger stadskern heeft de straat winkels, bedrijven, lunchrooms en restaurants die veel publiek trekken. Boven veel winkels bevinden zich (studenten)woningen. Een aantal - Chinese, Griekse, Italiaanse - restaurants vervult een bovenwijkse functie.

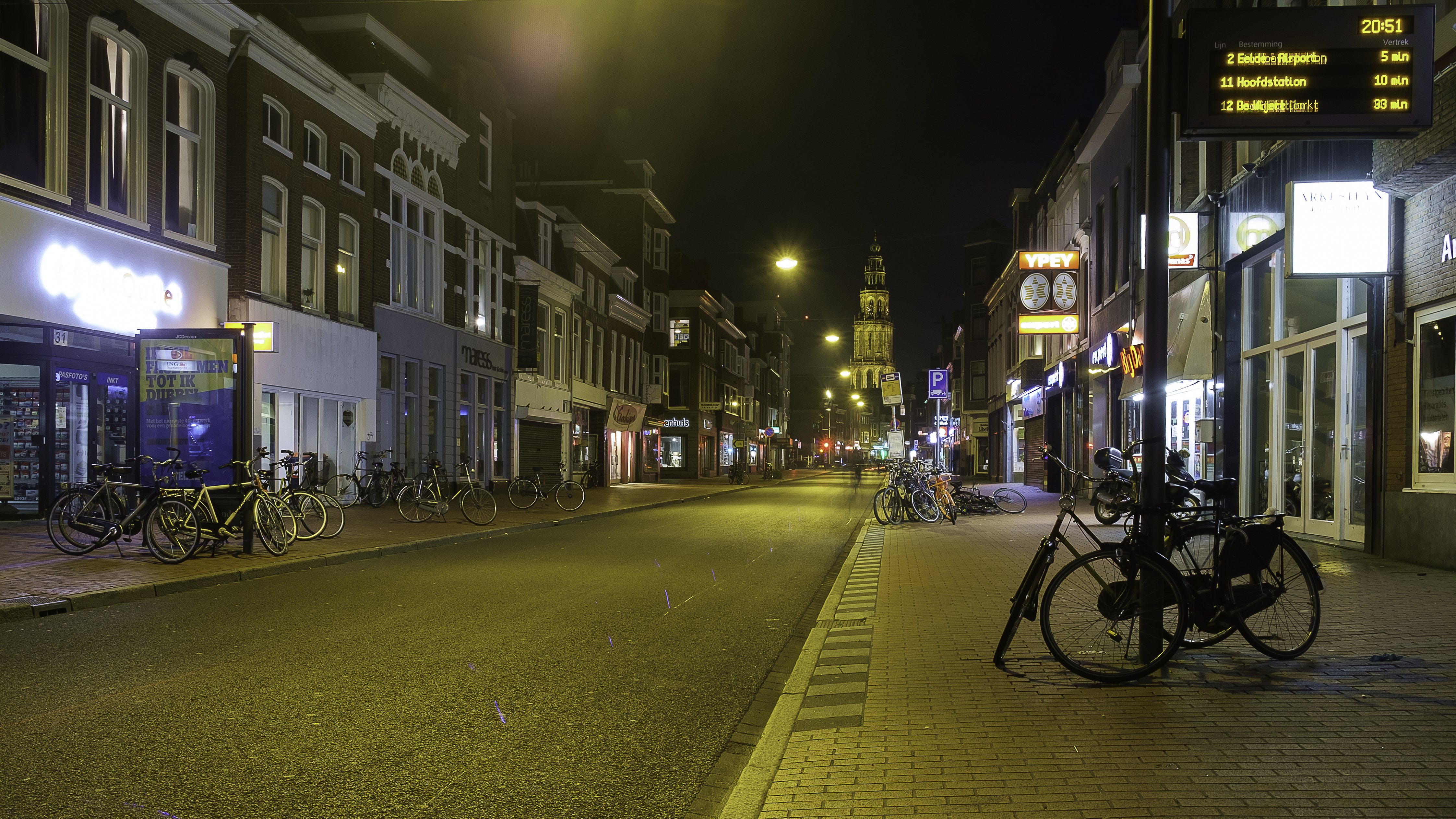
Nieuwe Ebbingestraat bij avond in de richting van de Grote Markt met op de achtergrond de Martinitoren

## Monumenten
De straat telt vijf rijksmonumenten en elf panden die beschermd worden als gemeentelijk monument.
| Adres                        | Bouwjaar | Beschrijving                                                                                       | Monument  | Afbeelding |
| ---------------------------- | -------- | -------------------------------------------------------------------------------------------------- | --------- | ---------- |
| Nieuwe Ebbingestraat 1       | 1952-54  | Ebbingeflat, ontworpen door Kuiler en Drewes                                                       | GM 104383 |            |
| Nieuwe Ebbingestraat 2       | 1622     | Hoek Spilsluizen, pand met verdieping onder zadeldak, in de puntgevel tien schelpvullingen         | RM 18580  |            |
| Nieuwe Ebbingestraat 4       | 17e eeuw | Oorspronkelijk woonhuis, nu bedrijfspand met wonen, voorgevel uit 19e eeuw                         | GM 102674 |            |
| Nieuwe Ebbingestraat 6       | 17e eeuw | Oorspronkelijk woonhuis, nu winkel met bovenwoning                                                 | GM 102675 |            |
| Nieuwe Ebbingestraat 18      | 17e eeuw | Oorspronkelijk woonhuis, nu winkel met bovenwoning                                                 | GM 102677 |            |
| Nieuwe Ebbingestraat 22      | 17e eeuw | Oorspronkelijk woonhuis op de hoek Marktstraat, voorhuis met achterhuis, nu winkel met bovenwoning | GM 102678 |            |
| Nieuwe Ebbingestraat 41      | 18e eeuw | Oorspronkelijk woonhuis, nu winkel met bovenwoning                                                 | GM 102639 |            |
| Nieuwe Ebbingestraat 42      | 1885     | Oorspronkelijk herenhuis met pakhuis                                                               | GM 102685 |            |
| Nieuwe Ebbingestraat 45      |          | Woonhuis, twee verdiepingen onder schilddak                                                        | RM 18579  |            |
| Nieuwe Ebbingestraat 52      |          | Vier traveeën breed pand onder zadeldak                                                            | RM 18581  |            |
| Nieuwe Ebbingestraat 62      | 1630     | Pand onder zadeldak                                                                                | RM 18582  |            |
| Nieuwe Ebbingestraat 64      | 1915     | Herenhuis in neo-barokke stijl ontworpen door A.Th. van Elmpt                                      | RM 485940 |            |
| Nieuwe Ebbingestraat 67      | 1885     | Oorspronkelijk woonhuis, pui uit 1924 ontworpen door A.Th. van Elmpt                               | GM 102648 |            |
| Nieuwe Ebbingestraat 71      | 1885     | Oorspronkelijk herenhuis in rijk versierde eclectische bouwstijl                                   | GM 102649 |            |
| Nieuwe Ebbingestraat 73-75   | 1913     | Bedrijfspand met bovenwoningen, ontworpen door J. Kuiler en Y. van der Veen                        | GM 106400 |            |
| Nieuwe Ebbingestraat 107     | 1891     | Woonhuis in rijk versierde eclectische bouwstijl                                                   | GM 102659 |            |
| Nieuwe Ebbingestraat 137-I   | 1925     | Transformatorhuisje ontworpen door S.J. Bouma                                                      | RM 485129 |            |
| Nieuwe Ebbingestraat 175-179 | 1931     | Woningcomplex ontworpen door Joh. Prummel                                                          | RM 485129 |            |

Achter de Muur · 
Akerkhof · 
Akerkstraat · 
Broerstraat · 
Brugstraat ·
Bruine Ruiterstraat ·
Burchtstraat · 
Butjesstraat ·
Carolieweg ·
Coehoornsingel · 
Donkersgang · 
Driften · 
Emmaplein · 
Folkingestraat · 
Folkingedwarsstraat ·
Ganzevoortsingel · 
Gasthuisstraatje ·
Gedempte Kattendiep ·
Gedempte Zuiderdiep ·
Gelkingestraat ·
Grote Kromme Elleboog ·
Grote Markt ·
Guldenstraat ·
Guyotplein ·
Haddingestraat ·
Haddingedwarsstraat ·
Hardewikerstraat ·
Hereplein · 
Herebinnensingel ·
Heresingel ·
Herestraat ·
Hoekstraat ·
Hofstraat ·
Hoge der A ·
Hoogstraatje ·
Jacobijnerstraat ·
Kleine der A ·
Kattenhage ·
Kleine Kromme Elleboog ·
't Klooster ·
Kostersgang ·
Koude Gat ·
Kreupelstraat ·
Kwinkenplein ·
De Laan ·
Lage der A ·
Lopende Diep ·
Lutkenieuwstraat ·
Marktstraat ·
Martinikerkhof ·
Munnekeholm ·
Muurstraat ·
Naberstraat ·
Nieuwe Boteringestraat ·
Nieuwe Ebbingestraat ·
Nieuwe Kerkhof ·
Nieuwe Kijk in 't Jatstraat ·
Nieuwe Markt ·
Nieuwstad ·
Noorderhaven ·
Oosterstraat ·
Ossenmarkt ·
Oude Boteringestraat ·
Oude Ebbingestraat ·
Oude Kijk in 't Jatstraat ·
Papengang ·
Pausgang · 
Pelsterstraat ·
Peperstraat ·
Poelestraat ·
Praediniussingel ·
Rademarkt ·
Radesingel ·
Reitemakersrijge ·
Rode Weeshuisstraat ·
Schoolstraat · 
Schoolholm · 
Schuitemakersstraat ·
Schuitendiep · 
Sieboldsgang · 
Singelstraat · 
Sint Jansstraat ·
Sint Walburgstraat ·
Spilsluizen ·
Stationsstraat ·
Steentilstraat ·
Stoeldraaierstraat · 
Torenstraat · 
Turfstraat ·
Turfsingel ·
Turftorenstraat ·
Ubbo Emmiussingel ·
Vismarkt ·
Visserstraat ·
Waagstraat ·
Zoutstraat ·
Zwanestraat